# Грузятин
Грузя́тин — село в Україні, у Луцькому районі (до 2021 року Маневицького району) Волинської області. Входить до складу Колківської селищної громади. Населення становить 593 особа. У селі є школа, церква, клуб, медпункт.

## Географія
Село розташоване між річками Стохід та Стир.

## Історія
У 1906 році село Тростянецької волості Луцького повіту Волинської губернії. Відстань від повітового міста 45 верст, від волості 16. Дворів 125, мешканців 760.
До 9 червня 2017 року село підпорядковувалось Боровичівській сільській раді Маневицького району Волинської області.
12 червня 2020 року, відповідно до розпорядження Кабінету Міністрів України № 708-р «Про визначення адміністративних центрів та затвердження територій територіальних громад Волинської області», село увійшло у склад Колківської селищної громади.
19 липня 2020 року, в результаті адміністративно-територіальної реформи та ліквідації  Маневицького району, село увійшло до складу новоутвореного Луцького району.

## Населення
Згідно з переписом УРСР 1989 року чисельність наявного населення села становила 755 осіб, з яких 367 чоловіків та 388 жінок.
За переписом населення України 2001 року в селі мешкало 696 осіб.

### Мова
Розподіл населення за рідною мовою за даними перепису 2001 року:
| Мова       | Відсоток |
| ---------- | -------- |
| українська | 99,86 %  |
| російська  | 0,14 %   |